# 千種ゆり子
千種 ゆり子（ちくさ ゆりこ、1988年3月23日 - ）は、気象予報士、防災士である。

## 略歴
埼玉県富士見市出身。淑徳与野高等学校を経て、一橋大学法学部卒業後、一般企業へ就職した。大学時代は空手道部に所属。
小学1年生の時、兵庫県神戸市東灘区で被災した阪神・淡路大震災（兵庫県南部地震）、および東日本大震災（東北地方太平洋沖地震）をきっかけに防災の道に進むことを決意し、2013年度に気象予報士資格を取得。2014年度から2015年度まで、NHK青森放送局『あっぷるワイド』『あっぷるラジオ』にお天気キャスターとして出演。
2016年4月、テレビ朝日でニュース原稿作成等のデスク業務を務める。同年5月1日、富士見市PR大使に就任。任期は2年で無報酬。
2017年1月7日、テレビ朝日『スーパーJチャンネル』（土曜版）にお天気キャスターとして出演開始。
2017年12月3日、富士見市等を管轄する東入間警察署の一日署長に就任。
2021年10月、TBS『THE TIME,』にお天気キャスターとして出演開始。同時に、東京大学大学院に入学。
2022年9月26日、幼稚園の幼馴染と結婚していたことを公表。
2022年10月11日の国際ガールズデーを機会に、26歳だった2015年に早発閉経と診断されていたことを公表した。

## 人物
- 趣味・特技は空手（松濤館流三段保持）、サッカー（フォワード）[10]、クイズ。一橋大学空手道部女子監督[3][11]。
- 英語検定2級を保持している[1]。
- 好きな天気は雪[1]。NHK青森放送局に勤めていたのは、雪の予報を実感を持って伝える為に本人が望んだものだった[1]。
- 身長168cm。

## 出演
- 東北Zスペシャル 抱腹絶倒! キャイ〜ンのいますぐやらなキャ委〜員会（2014年9月12日、NHK仙台放送局）
- あっぷるワイド（2014年 - 2015年、NHK青森放送局）
- あっぷるラジオ（2014年 - 2015年、NHK青森放送局）
- スーパーJチャンネル（2017年1月7日 - 2021年9月25日、テレビ朝日） - 土曜版、日曜版[12]
- THE TIME,（2021年10月1日 - 2022年4月1日、TBS）
- どさんこワイド朝（2022年8月1日 - 8月12日、STV）